# Sénéchal de Gascogne
Sous l'occupation anglaise de la Guyenne et de la Gascogne, le sénéchal de Gascogne est l'officier chargé des affaires intérieures du seigneur du duché de Gascogne, pour le compte du roi d'Angleterre. Au cours du XIIIe siècle, la sénéchaussée devient également un commandement militaire, fonction qui prend progressivement l'ascendant avec le déclenchement de la guerre de Cent Ans : la plupart de ces chevaliers quittent alors l'Angleterre dès le début de leur vie active, pour guerroyer sur le continent. S'ils n'ont souvent guère d'expérience de la justice et de l'administration, ils jouent cependant un rôle politique significatif.
Les sénéchaux coordonnent les percepteurs des diverses propriétés foncières, le trésor et la chancellerie. Comme ceux nommés en Normandie, dans le Poitou et en Anjou, le sénéchal de Gascogne a la garde de la forteresse, du trésor régional et préside le plus haut tribunal régional. Les registres détaillés gascons sous le règne d'Henri III d'Angleterre indiquent qu'ils assurent très probablement la fonction de ministre des finances.
Après 1360, le sénéchal de Gascogne est parfois appelé sénéchal d'Aquitaine et rend compte au lieutenant du duché d'Aquitaine, une fonction qui n'a été occupée qu'épisodiquement, quand l'urgence l'a nécessité.

## Liste des sénéchaux de Gascogne
- Robert of Thornham (1201–1202)[3]
- Geoffrey de Neville (en) (1214)[3]
- Rainaut de Pons (1214–1217)
- Geoffrey de Neville (1218–1219), seconde affectation[3]
- Philippe d'Oldcoates (en) (1220), meurt en prenant son poste en octobre 1220[4]
- Hugues de Vivonne (en) (1221)[4]
- Savary de Mauléon (1221–1224)[4]
- Richard de Cornouailles (1225)[4]
- Henry de Turberville (1227–1230)[3]
  - Richard de Bourg (1231), ne prend pas son poste
- Hugues de Vivonne (1231–1234), seconde affectation[4]
- Henry de Turberville (1234–1237), seconde affectation[3]
- Hubert Hoese (1237–1238)[4]
- Henry de Turberville (1238), troisième affectation[4]
- Rostan de Soler (en) (1241–1242)[4]
- John Maunsell (en) (1242–1243)[4]
- Nicolas de Moels (en) (1243–1245)[3]
- Guillaume de Boell (en) (1245–1247)[4]
- Drogo de Barentyn (1247–1248)[4]
- Simon de Montfort (1248)[4]
- Richard de Grey (en) (1248)[3]
- Drogo de Barentyn (1250), deuxième affectation, partagée avec[4] :
- Pierre de Bordeaux (1250), avec Drogo de Barentyn[4]
- John de Grey (en) (1253–1254)[3]
  - Richard de Grey – assure l'intérim de John en 1253[3]
- Étienne Bauzan (en) (1254–1255)[3]
- Étienne de Longue-Épée (1255)[4]
- Bertrand III de Cardaillac} (1259–1260)[4]
- Drogo de Barentyn (1260), troisième affectation[4]
- Jean Ier de Grailly (1266–1268)
- Thomas d'Ippegrave (1268-1269)[2]
- Fortaner de Cazeneuve (1269)[2]
- Hugh de Turberville (1271–1272)[2]
- Luke de Tany (1272–1278)[3]
- Jean Ier de Grailly (1278–1283), deuxième affectation
  - John de Vaux (1283), n'a jamais pris son poste
- Jean Ier de Grailly (1283–1287), troisième affectation
- William Middleton (1287–1288)
- John de Havering (1288–1294)
- John St John (1294–1297)
- John de Hastings (1302–1305)[3]
- John de Havering (1305–1308), seconde affectation[5]
- Guy Ferre (1308–1309)[2],[5]
  - Amanieu du Foussat (1309–1310), assure l'intérim de Guy Ferre de septembre 1309 à février 1310[2],[5]
- John de Hastings (1309–1312), seconde affectation[5]
  - Assieu de Galard, assure l'intérim de John de Hastings d'août 1311 à février 1312[5]
- John de Ferrers (1er baron Ferrers de Chartley) (1312) – meurt en poste[3],[5]
  - Jordan Morant, lieutenant de Jean de Ferrers[5]
- Étienne Fériol ou Estebe Ferreol (1312–1313)[2],[5]
- Amaury III de Craon (1313–1316)[2],[6]
  - Gaucelm de Campagne, lieutenant d'Amaury de Craon[6]
- Gilbert Peche (1316–1317)[2],[6]
- Antonio Pessagno (1317–1318)[3],[6]
  - Amanieu du Foussat (1317–1318), assure l'intérim d'Antonio di Pessagno à partir de novembre 1317[6]
- William Montagu (1318–1319), mort en poste[2],[6]
- Amanieu du Foussat (1319–1320)[2],[6]
- Maurice de Berkeley (1320–1320)[2],[6]
- Amaury III de Craon (1320–1322), deuxième affectation[2],[6]
- Foulques Le Strange (1322)[2],[6]
- Ralph Basset (2e baron Basset de Drayton) (1323–1324)[2],[7]
- Robert de Shirland (1324)[2],[7]
- Richard Grey (1324)[3],[7]
- Ralph Basset of Drayton (1324), seconde affectation[2],[7]
- John de Wisham (1324–1325)[2],[7]
- John de Segrave (1324–1325) – n'a probablement jamais pris son poste[2]
- Henri IV de Sully (1325–1326)[2]
- Oliver Ingham (1326–1327)[3],[7]
- John de Hausted (1327–1331)[2]
- Oliver Ingham (1331–1343), seconde affectation[3]
  - John de Norwich (1338), lieutenant d'Oliver Ingham[2]
- Nicholas de la Beche (1343–1345)[2]
- Ralph Stafford (1345–1347)[3]
  - Hugh Hastings (1347), n'a pas pris son poste[3]
- Thomas Coke (1347–1349)[2]
- Frank van Hallen (1349)[2]
- John de Cheverston (1350––?1351)[2]
  - Arnold Savage (mort en 1375) (1350), lieutenant de John de Cheverston[2]
  - John de Charneles (1351), lieutenant de John de Cheverston[2]
- John de Cheverston (1354), deuxième affectation[2]
- Richard Stafford (1361)[2]
- John Chandos (1361–1362)[3]
- John de Cheverston (1362), troisième affectation[2]
- Thomas Felton (1363–1377)[3]
- William le Scrope (1383–1384)[3]
- Jean Harpedenne (1385–1389)[2]
- John Trailly (1389–1390)[2]
- William le Scrope (1390–1394), seconde affectation[3]
- John Trailly (1397), seconde affectation[2]
- Archambaud de Grailly (1397–1399)[2]
- Gailhard III de Durfort (1399–1415)[2]
- John Tiptoft (1415–1423)[3]
- John Radcliffe (1423–1436)[2]
- Thomas Rempston (1440–1441; 1442)[3]
- Robert Vere (1441)[2]
- Robert Roos (1442–1443)[2]
- William Bonville (1442–1445)[3]
- Robert Vere (1445), seconde affectation[2]
- William Bonville (1450), deuxième affectation[2]
- Richard Woodville (1450–1453)[3]
- William Bonville (1453), troisième affectation, ne prend pas ses fonctions[3]
- Roger de Camois (1453)[2].